# Bình Ninh, Tam Bình
Bình Ninh là một xã cũ thuộc huyện Tam Bình, tỉnh Vĩnh Long, Việt Nam.

## Địa lý
Xã Bình Ninh có diện tích 20,12 km², dân số năm 1999 là 10.212 người, mật độ dân số đạt 508 người/km².

## Hành chính
Xã Bình Ninh được chia thành 11 ấp: An Hòa, An Hòa A, An Hòa B, An Phú, An Phú Tân, An Thạnh, An Thạnh A, An Thạnh B, Bình An, Bình Điền, Mỹ An.